# Dobrá Voda (Kovářov)
Pour les articles homonymes, voir Dobrá Voda.
Dobrá Voda (en allemand : Gutwasser) est un hameau de la République tchèque, situé entre les villages de Petrovice et de Hrazany. Il fait partie de la commune de Kovářov.
Le dernier habitant est parti en 2011 ; c'est aujourd'hui devenu un lieu de villégiature. La seule route menant au hameau part de Vepice pour se terminer sur le chemin de Vladyčín. C'est un chemin de randonnée signalé en rouge. Le nom du village vient probablement de l'eau de source qui jaillit sur la colline Horychová (583 m) au sud-ouest du village.

## Histoire
La première mention écrite sur le village date de 1788[réf. nécessaire].

## Sites
- Chapelle Výklenková dédiée à la Vierge Marie.

La partie supérieure de la fenêtre est ornée de vitraux, avec l'inscription « Je vous salue Marie ». Sous la fenêtre : « Mère de Dieu, priez pour nous, LP 1935 ».
- Non loin petit clocher en pierre datant de 1895.
- Croix en pierre au nom de la famille Jakšov, à l'entrée du village. Sur le piédestal panneau avec l'inscription « Reconnaissance éternelle de la famille Jakšov 1932 ».

## Galerie

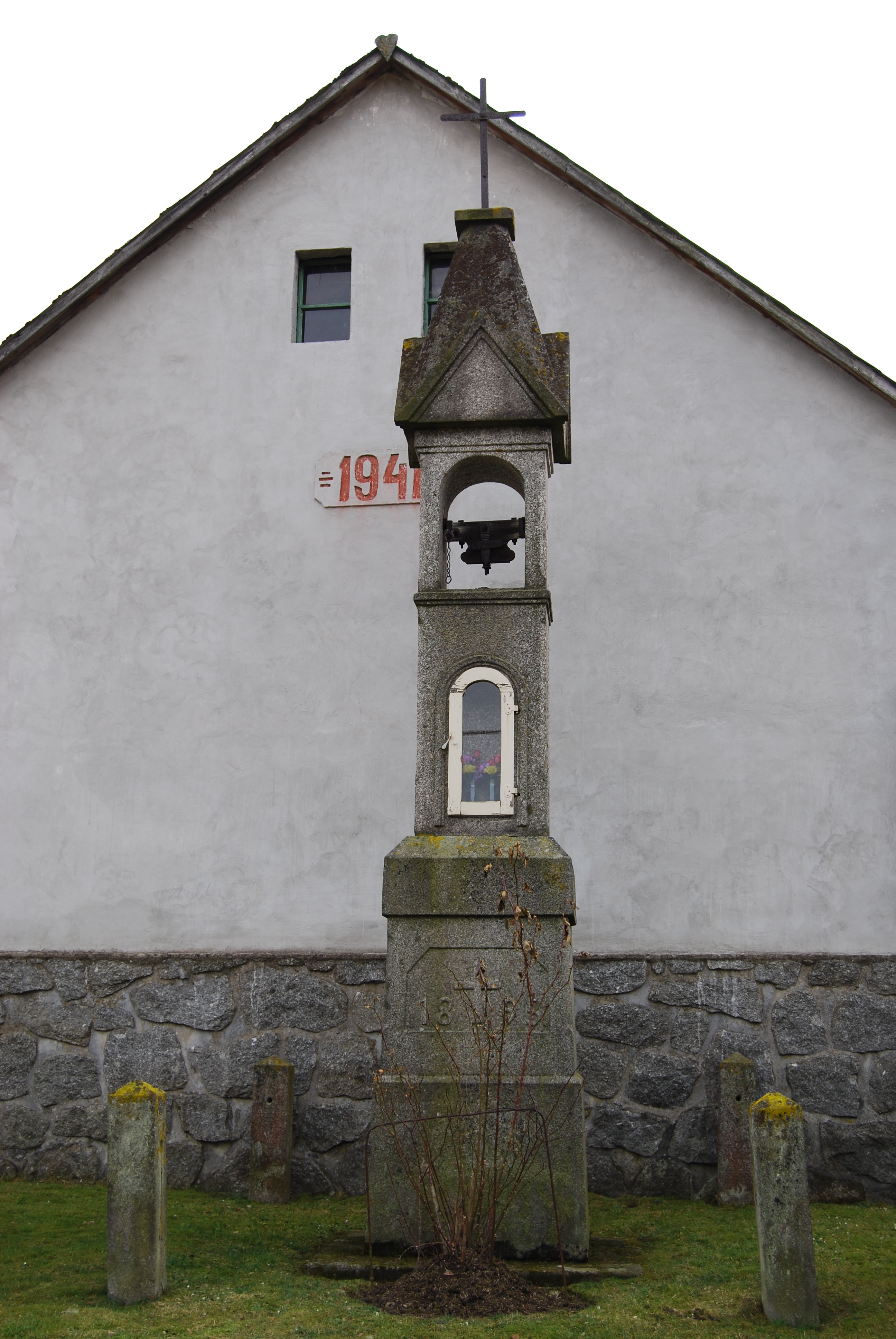
Clocher en pierre
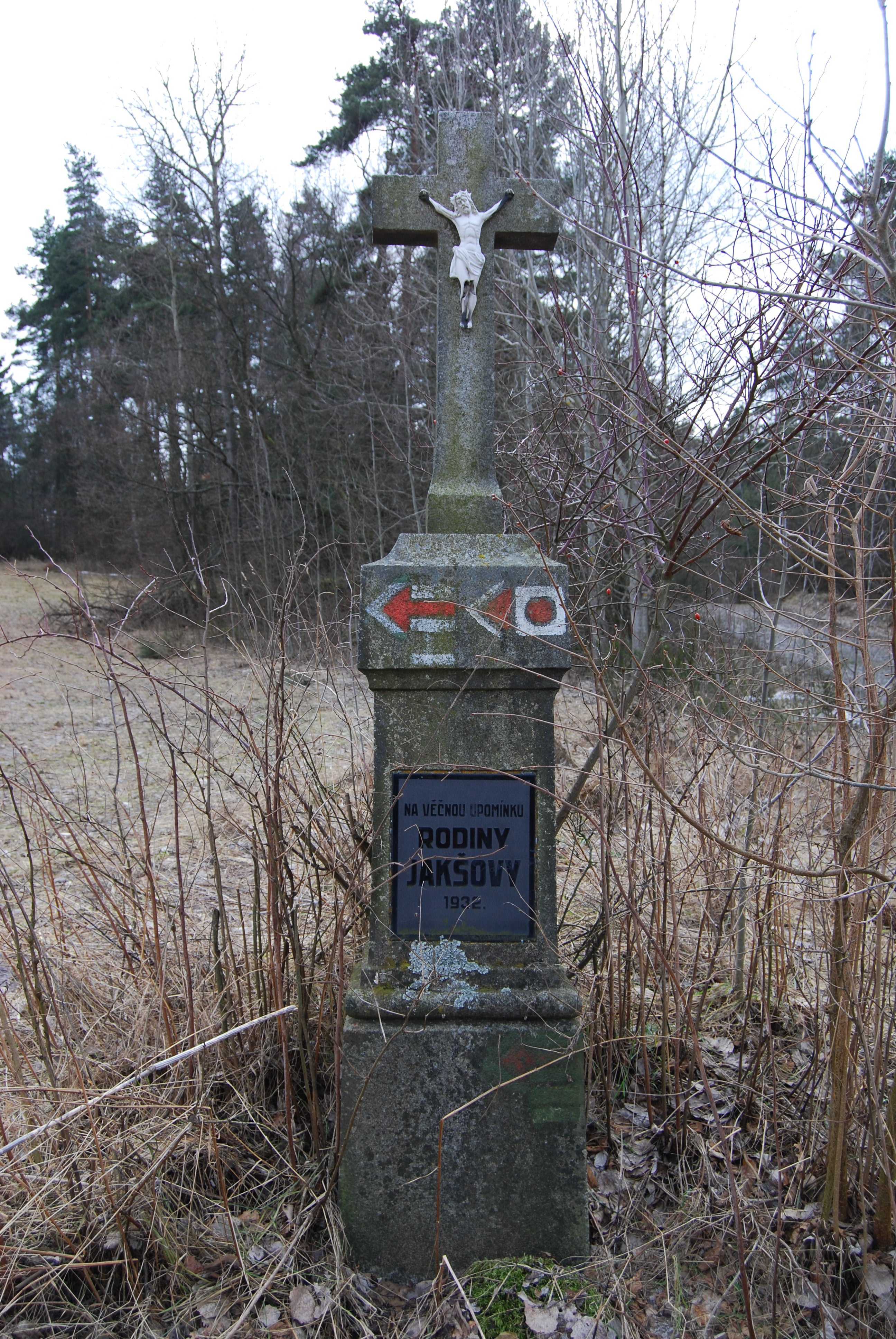
Croix de la famille Jakšov
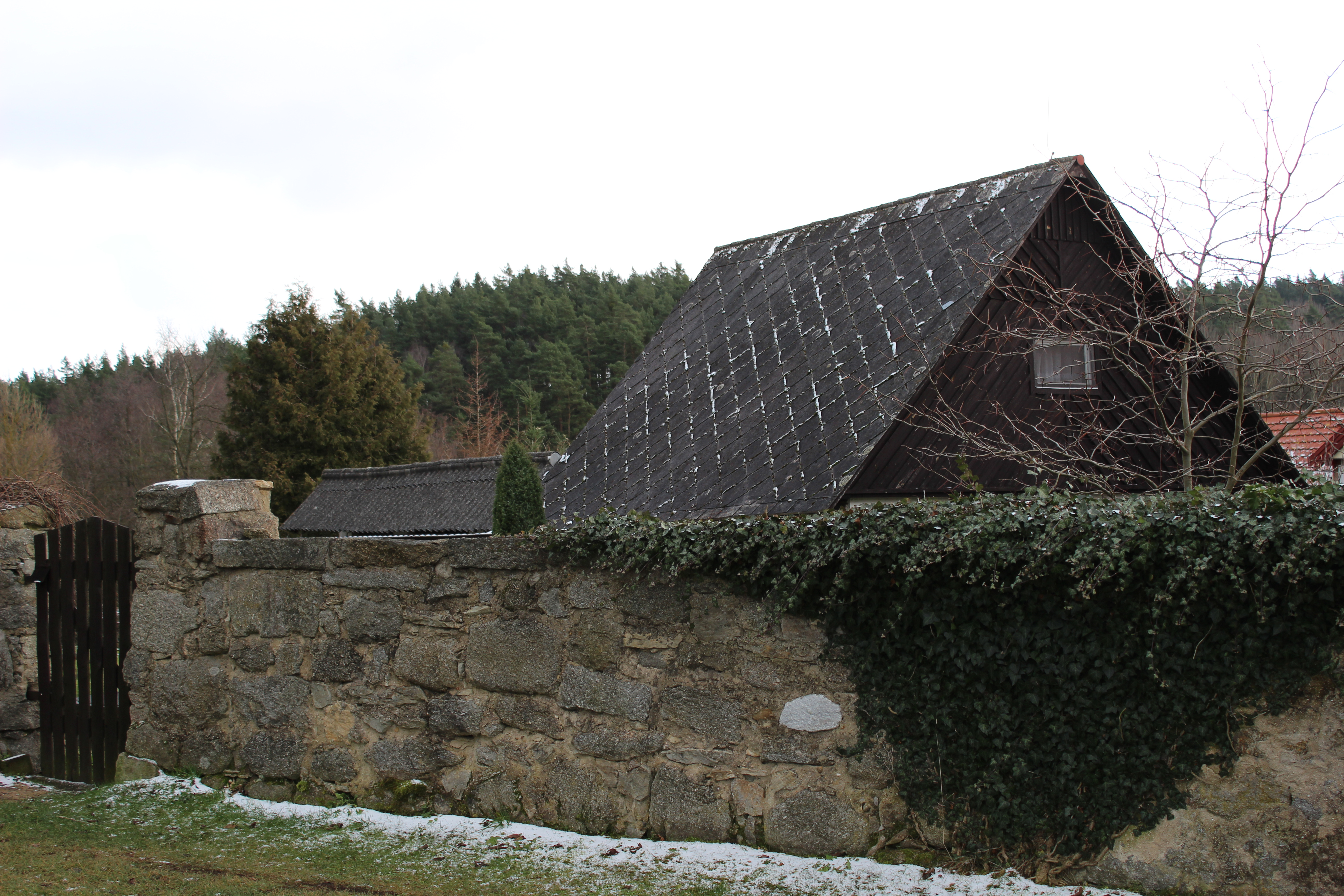
Construction du hameau
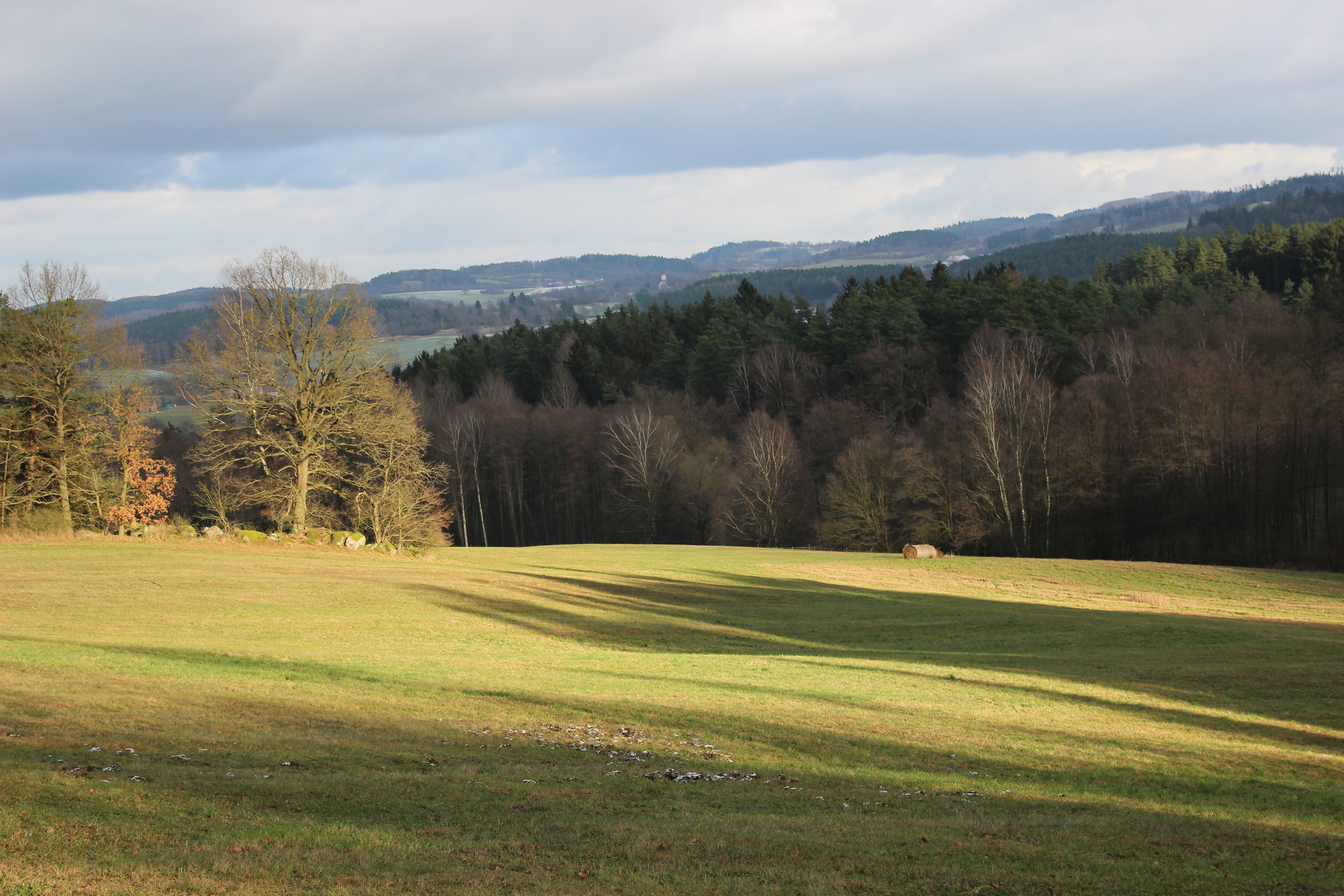
Vue sur les alentours du hameau
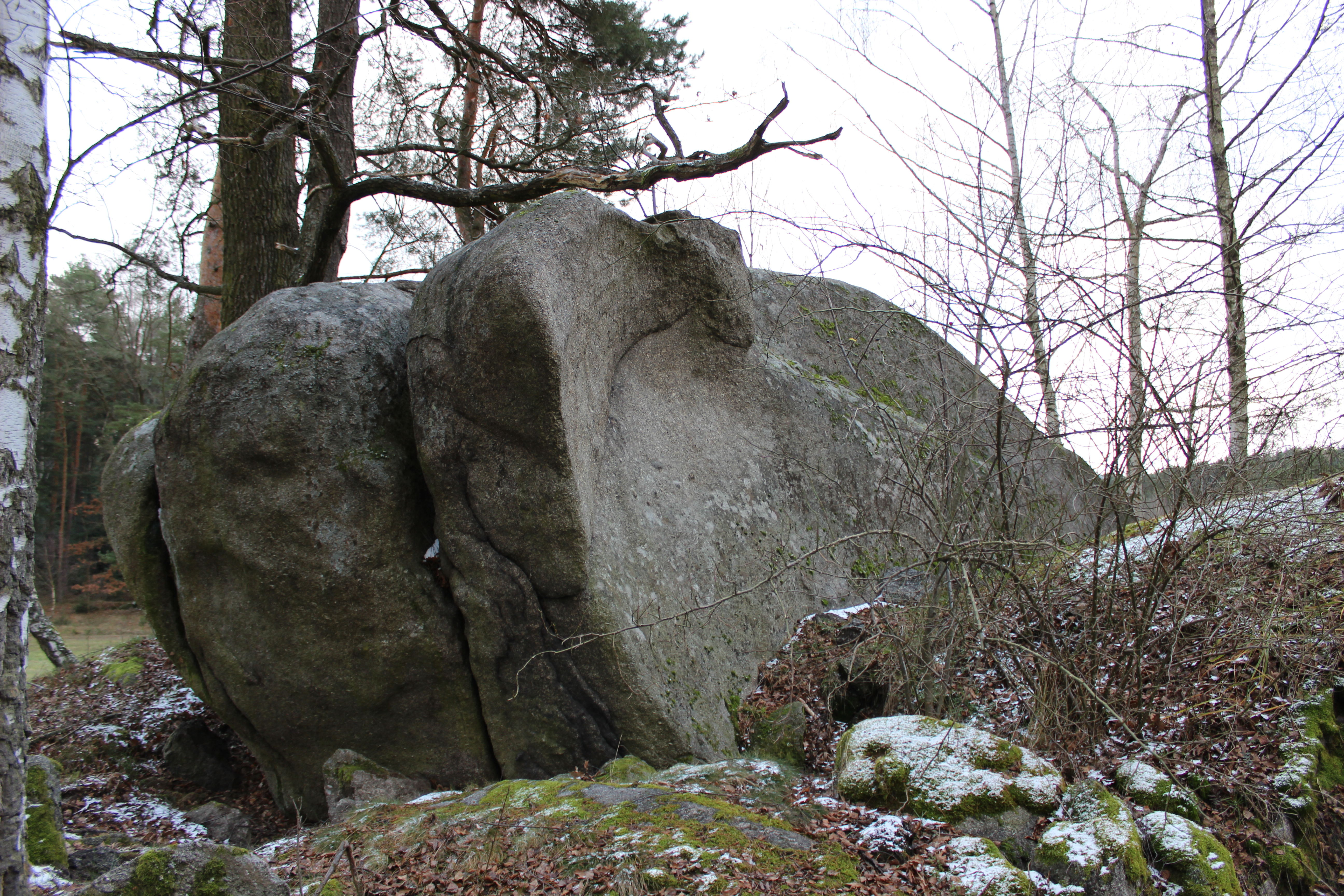
Rocher